# Heinäpää (kulle)
Heinäpää är en kulle i Finland.   Den ligger i den ekonomiska regionen Norra Lappland och landskapet Lappland, i den norra delen av landet, 800 km norr om huvudstaden Helsingfors. Toppen på Heinäpää är 329 meter över havet, eller 53 meter över den omgivande terrängen. Bredden vid basen är 1,5 km.
Terrängen runt Heinäpää är huvudsakligen platt.  Trakten runt Heinäpää är nära nog obefolkad, med mindre än två invånare per kvadratkilometer. Det finns inga samhällen i närheten. 